# 帕波
帕波（匈牙利語發音：[ˈpaːpɒ]），又譯帕保，是匈牙利維斯普雷姆州的城市，距離首府維斯普雷姆40公里，面積91.47平方公里，2011年人口32,473，其中約六成居民是天主教徒。

## 外部連結
- Aerial photographs of Pápa （页面存档备份，存于）